# さ
さ або サ (/sa/; МФА: [sa] • [sä]; укр. са) — склад в японській мові, один зі знаків японської силабічної абетки кана. Становить 1 мору. Розміщується у комірці 1-го рядка 3-го стовпчика таблиці ґодзюон.
Має похідні дзвінкі звуки — ざ або ザ (/za/; МФА: [(d)za] • [(d)zä]; укр. дза).

## Короткі відомості

### Опис
Фонема сучасної японської мови. Складається з одного ясенного приголосного звука та одного неогубленого голосного середнього ряду низького піднесення /а/ (あ). Приголосні бувають різними залежно від типу.
| Глухий ясенний щілинний:   |  | /s/ → | さ | [sa]  | (основний звук)                               |
| Дзвінкий ясенний щілинний: |  | /z/ → | ざ | [za]  | (похідний звук; в середині слова)             |
| Дзвінкий ясенний африкат:  |  | /z/ → | ざ | [d͡za] | (похідний звук; на початку слова і перед /N/) |

### Порядок
Місце у системах порядку запису кани:
- Порядок ґодзюону: 11.
- Порядок іроха: 37. Між あ і き.

### Абетки
- Хіраґана: さ

Походить від скорописного написання ієрогліфа 左 (са, ліво).
- Катакана: サ

Походить від скорописного написання верхньої лівої складової ієрогліфа 散 (сан, розсипатися).
- Манйоґана: 左　•　佐　•　沙　•　作　•　者　•　柴　•　紗　•　草　•　散

### Транслітерації

#### さ
- Кирилиця:
Система Поліванова: СА (са).
Альтернативні системи: СА (са).
- Латинка
Система Хепберна: SA (sa).
Японська система: SA (sa).
JIS X 4063: sa
Айнська система: SA (sa).

#### ざ
- Кирилиця:
Система Поліванова: ДЗА (дза).
Альтернативні системи: ДЗА (дза), ЗА (за)
- Латинка
Система Хепберна: ZA (za).
Японська система: ZA (za).
JIS X 4063: za
Айнська система: ZA (za).

### Інші системи передачі
- Шрифт Брайля:
| ●－ －● |
- радіоабетка: САкура но СА (桜のサ; «са» сакури)
- Абетка Морзе: −・−・−